# الهواري بهلز
لاهواري بهلز (من مواليد 12 مارس 1979) هو لاعب رياضي جزائري برالمبي، شارك في ألعاب القوى يتنافس في ألعاب القوى لذوي الاحتياجات الخاصة في فئة F32. متخصص في رياضة رمي القرص ورمي النوادي، حيث احرز على ميداليتين برونزيتين في دورة الألعاب البارالمبية الصيفية 2012 في لندن.

## المسيرة الرياضية
بدأ الهواري التدريب كلاعب رياضي في سن الثلاثين. كانت أول مشاركة دولية كبرى له ضمن بطولة العالم لألعاب القوى لذوي الإعاقة عام 2011 التي اقيمت في كرايستشيرش. هناك شارك في مسابقتين للرمي، رمي النادي ورمي القرص، ففاز بالميدالية الذهبية في كليهما وحقق رقماً قياسياً عالمياً جديداً بلغ 20.30 متراً في الأخيرة. حيث مثل بلاده الجزائر في دورة الألعاب البارالمبية الصيفية 2012 في لندن، حيث تنافس مرة أخرى في رمي القرص فئة F31/32/52 ورمي القرص فئة F32–24. ايضاً في احداث لندن عادل رقمه القياسي العالمي في مسافة رمي القرص لكنه خسر في المركز الثالث بأرقام قياسية عالمية أمام كل من وانج يانزانج من الصين ضمن فئة (F34) اللاعب وهاني النخلي من المملكة العربية السعودية من فئة (F33). واحرز بهلاظ الميدالية البرونزية الثانية له في الألعاب البرالمبية بلغت 36.31 متراً ليخسر الميدالية الذهبية بفارق سبعة نقاط.
أيضاً في احداث عام 2013، حقق الهواري فوزاً ضمن بطولة العالم، متغلباً على وانج والنخلي في رمي القرص ليحتفظ بالميدالية الذهبية. كما نجح في الدفاع عن لقبه في رمي الكرة في ناديه ليغادر ليون بميداليتين ذهبيتين.